# 佐用の大イチョウ
佐用の大イチョウ（さようのおおイチョウ）は、兵庫県佐用郡佐用町佐用3171に生育するイチョウの巨樹。1926年（大正15年）発行の『佐用郡誌』では佐用の公孫樹となっている。
樹齢は伝承で約1000年とされる。樹高26.0メートル、幹回り7.2メートル。兵庫県下では、丹波市にある「常瀧寺の大公孫樹」に次いで2番目に大きいイチョウの木である。1973年（昭和48年）3月9日、兵庫県指定の天然記念物に指定された（指定番号: 59）。佐用町が所有・管理している。江戸時代の地誌『播磨鑑』にも言及がみられる。
イチョウは雄花と雌花をそれぞれ異なる個体に付ける雌雄異株の植物であることが知られており、本樹は雄株である。佐用商店街の東の外れにある小高い丘の上に位置し、すぐそばを西日本旅客鉄道（JR西日本）の姫新線および智頭急行の智頭線が走っている。例年11月上旬には、本樹のある大イチョウ公園においてイチョウ祭りが地元の人々によって行われている。

## 歴史
当地は平安時代には豪族満願寺氏によって支配されており、上満願寺村（かみまんがんじむら）と呼ばれていた。その後、鎌倉時代から南北朝時代にかけての臨済宗の僧、大朴玄素（だいぼく げんそ）が開基した如意輪山満願寺（にょいりんざん まんがんじ）が室町時代に守護大名、赤松氏によって建立される。『佐用町史』によれば、1430年（永享2年）ごろには当時既に巨樹に成長していたイチョウが満願寺の境内にあったものとされ、1441年（嘉吉元年）の嘉吉の変による火災で満願寺は焼失したが、本樹は被害を免れたとされる。江戸時代の地誌『播磨鑑』にも、大イチョウのそばに満願寺の小社があったことが記されている。
当地には近世に佐用領主、松井松平氏の陣屋が設置され、松江藩の佐用本陣が置かれていた。『佐用郡誌』によると、大正時代には佐用尋常高等小学校の校庭にあった。同誌は本樹について「世に稀なる神木にして佐用と云へば直ちに公孫樹を聯想する程廣く世に知られたる名木なり」としている。明治時代に佐用郡役所の庁舎や佐用小学校（旧佐用尋常高等小学校）の校舎が建てられ、現代には兵庫県佐用保健所や佐用農業改良普及所のほか、佐用警察署（現、佐用警察センター）が設置されている。このように、当地は古来から現代に至るまで佐用地域の中心的な場所となってきた。

## 形状と大きさ
主幹は地上約5メートルほどであり、そこから6本の支幹に分岐する形となっており、そのうち5本は斜め上に伸びているが、残りの1本はほぼ水平方向に伸びた後で上に伸びている。1983年（昭和58年）発行の神戸新聞出版センター編『兵庫県大百科事典 上』によると、樹高約30メートル、目通り周囲8.61メートル、根回り9.36メートルであり、枝張りは北へ12.8メートル、東へ8.5メートル、南へ12.5メートル、西へ11.3メートルである。
1992年（平成4年）の調査では、樹高25.0メートル、幹回り7.0メートル、枝張りは東西方向に19.8メートル、南北方向に31.5メートルであり、1996年（平成8年）の調査では、樹高25.5メートル、幹回り7.0メートル、枝張りは東西方向に21.4メートル、南北方向に23.5メートルであり、2006年（平成18年）の調査では、樹高26.0メートル、幹回り7.2メートル、枝張りは東西方向に22.5メートル、南北方向に21.1メートルであった。『佐用郡誌』は周囲3丈4尺（約12.8メートル）、高さ120尺（約36メートル）としている。

## 花期と黄葉期
花期に当たる4月には、動物の尾のような形状をした雄花をぎっしりと付けているのが観察され、花期を過ぎると雄花が大量に散り落ち、根元の地面が白っぽい色で覆われる。黄葉期は11月の上旬から中旬にかけて。本樹の黄葉は下部から始まり、中部、上部へと徐々に広がっていくという特徴をもつ。葉は枝いっぱいに茂り、最頂部が黄葉する頃には下部の葉が散り始める。散り落ちた葉は根元の地面を黄色に染める。

## 樹勢と治療
本樹は、昭和時代の末期ごろまでに落雷による被害を度々受けた影響で、枝の先から地上付近にかけて創傷と腐朽が発生しており、また暴風雨による枝などの折損や腐朽のほか、踏圧（人や車両が樹木根元の土壌を踏み固めること）などの被害を受けた。1986年（昭和61年）には、本樹の周囲に大イチョウ公園を整備するために長さ70メートル、幅10メートルの範囲が重機で整地された。本樹の西側に真砂土が盛られ、東側に砕石が敷かれ、南側は切土が行われた。この工事により樹根が損傷を受けたとみられる。こうしたことから樹勢が衰退していたため、佐用町は日本樹木医会に樹勢の回復を依頼した。
1992年（平成4年）に診断が行われ、1993年（平成5年）から翌1994年（平成6年）にかけてモルタルなどを用いた治療が施工された。その後10年以上が経過しモルタルにひび割れが発生したため、2009年（平成21年）に再度治療が行われた。このときはモルタルの除去と創傷部への保護剤の塗布、枝部への殺菌剤の塗布、腐朽した部分の削除および殺菌剤の塗布、創傷の大きい部分への軽量モルタルの充填と合成樹脂の塗布などが行われたほか、土壌の改良のために樹木の周囲約150平方メートルの土壌の深さ0.3メートルまでの部分にパーライトや真砂土、牛糞堆肥が混ぜ込まれた。治療の結果、樹勢は回復し旺盛になった。

## DNA
徳島大学の佐藤征弥は、イチョウの伝播について調べるためにイチョウの巨樹のDNAを解析した。その結果、日本のイチョウの巨樹については合計23タイプのDNAが見つかり、「東日本1」という日本で最も本数の多いタイプに「常瀧寺の大公孫樹」や鎌倉市の「鶴岡八幡宮の大イチョウ」とともに本樹が含まれるとされる。

## アクセス
- 西日本旅客鉄道（JR西日本）姫新線および智頭急行智頭線の佐用駅から北西へ徒歩約10分[12]
- 中国自動車道の佐用インターチェンジから南へ約2キロメートル[12]